# Tom Strannegård
Tom Henning Strannegård (Stoccolma, 29 aprile 2002) è un calciatore svedese, centrocampista o attaccante dello Start.

## Carriera

### Club
Inizia la sua carriera calcistica all'età di sei anni nelle giovanili dell'IFK Stocksund, società dell'omonimo quartiere di Stoccolma.
Prima dell'inizio della stagione 2017, il quattordicenne Strannegård entra a far parte del settore giovanile dell'AIK. Già durante il primo anno disputa quattro partite con la formazione Under-17 del club. Nel settembre 2019 gioca la sua prima partita con l'Under-19, ma nell'autunno dello stesso anno inizia anche ad allenarsi con la prima squadra.
Il 9 novembre 2019 debutta ufficialmente in prima squadra subentrando al 73' minuto del match di coppa disputato alla Friends Arena contro l'Enskede IK, realizzando al tempo stesso la rete che all'89' minuto fissa il punteggio sul definitivo 7-0.
Nel gennaio 2020 la società comunica che Strannegård sarebbe rimasto fuori causa per circa sei mesi per via di un infortunio ad una non specificata parte superiore del corpo. Complice lo slittamento dell'inizio del campionato a giugno a causa della pandemia di COVID-19, riesce a recuperare in tempo per scendere in campo alla seconda giornata. Ad agosto, tuttavia, subisce una nuova operazione a seguito di un infortunio rimediato con l'AIK Under-19 e rimane lontano dai campi per più di tre mesi. Rientra il 30 novembre alla penultima giornata, chiudendo la stagione 2020 con le prime dodici presenze in Allsvenskan della sua carriera.
Il 17 maggio 2021 segna il suo primo gol in campionato aprendo le marcature sul campo dell'Östersund, sfida poi terminata 2-1 in favore della sua squadra. Al fine di trovare maggiore spazio, il successivo 2 settembre viene girato in prestito al Vasalund nel campionato di Superettan fino alla fine dell'anno 2021. Rientrato all'AIK, nelle prime 14 giornate dell'Allsvenskan 2022 è stato utilizzato in sole tre occasioni, tutte da subentrante.
Il 18 luglio 2022 è stato reso noto il suo rinnovo con l'AIK fino al 31 dicembre 2024, ma allo stesso tempo anche il prestito ai norvegesi dello Start fino alla fine dell'anno 2022.
Il 24 ottobre 2022, lo Start ha reso noto d'aver ingaggiato Strannegård a titolo definitivo, con il giocatore che ha firmato un contratto quadriennale.

### Nazionale
Nel 2017 ha giocato 4 partite nella nazionale svedese Under-17.

## Statistiche
Statistiche aggiornate al 14 novembre 2022.

### Presenze e reti nei club
| Stagione        | Squadra         | Campionato      | Campionato | Campionato | Coppe nazionali | Coppe nazionali | Coppe nazionali | Coppe continentali | Coppe continentali | Coppe continentali | Altre coppe | Altre coppe | Altre coppe | Totale | Totale | Totale |
| Stagione        | Squadra         | Comp            | Pres       | Reti       | Comp            | Pres            | Reti            | Comp               | Pres               | Reti               | Comp        | Pres        | Reti        | Pres   | Reti   |        |
| --------------- | --------------- | --------------- | ---------- | ---------- | --------------- | --------------- | --------------- | ------------------ | ------------------ | ------------------ | ----------- | ----------- | ----------- | ------ | ------ | ------ |
| 2019            | AIK             | A               | 0          | 0          | CS              | 2               | 1               |                    | -                  | -                  |             | -           | -           | 2      | 1      |        |
| 2020            | AIK             | A               | 12         | 0          | CS              | 3               | 0               |                    | -                  | -                  |             | -           | -           | 15     | 0      |        |
| gen.-set. 2021  | AIK             | A               | 14         | 1          | CS              | 1               | 0               |                    | -                  | -                  |             | -           | -           | 15     | 1      |        |
| set.-dic. 2021  | Vasalund        | S1              | 8          | 0          | CS              | -               | -               |                    | -                  | -                  |             | -           | -           | 8      | 0      |        |
| gen.-lug. 2022  | AIK             | A               | 3          | 0          | CS              | -               | -               |                    | -                  | -                  |             | -           | -           | 3      | 0      |        |
| ago.-dic. 2022  | Start           | 1D              | 13+1       | 2+0        | CN              | -               | -               |                    | -                  | -                  |             | -           | -           | 14     | 2      |        |
| Totale carriera | Totale carriera | Totale carriera | 50+1       | 3+0        |                 | 6               | 1               |                    | -                  | -                  |             | -           | -           | 57     | 4      |        |